# Мзайра
Мзайра (араб. مزيرعة‎) — город в Сирии.
Расположен на северо-западе Сирии в мухафазе Латакия, к востоку от её административного центра Латакия.
Численность населения в 2004 году составляла 834 жителя.